# Love Is Here and Now You're Gone
"Love Is Here and Now You're Gone" là bài hát của The Supremes dưới nhãn Motown. Ca khúc đã được Michael Jackson cover lại.